# Vier Imame
Als die vier Imame (arabisch الأيمة الأربعة, DMG al-aʾimma al-arbaʿa) werden im sunnitischen Islam die Begründer der vier sunnitischen Rechtsschulen bezeichnet, nämlich: 
- Abū Hanīfa, Begründer der hanafitischen Rechtsschule
- Mālik ibn Anas, Begründer der malikitischen Rechtsschule,
- asch-Schāfiʿī, Begründer der schafiitischen Rechtsschule und
- Ahmad ibn Hanbal, Begründer der hanbalitischen Rechtsschule.

In der frühen islamischen Geschichte gab es mit der Kaisānīya außerdem eine schiitische Strömung, die eine Gruppe von vier Imamen verehrte. Dies waren ʿAlī ibn Abī Tālib und seine drei Söhne al-Hasan, al-Husain und Muhammad ibn al-Hanafīya. 